# Worowice (województwo mazowieckie)
Worowice – wieś sołecka w Polsce położona w województwie mazowieckim, w powiecie płockim, w gminie Bulkowo.
W latach 1975–1998 miejscowość należała administracyjnie do województwa płockiego.

## Historia
Worowice, wzmiankowane już w początkach XV wieku, wówczas w posiadaniu drobnej szlachty herbu Pomian. Wieś szlachecka położona była w drugiej połowie XVI wieku w ziemi wyszogrodzkiej. Na przełomie XIX i XX wieku własność Mościckich i Przedpełskich, od 1911 roku Szemplińskich. Ostatnim właścicielem majątku był Antoni Szempliński.
Obecny dwór wzniesiono ok. 1900 roku dla rodziny Przedpełskich. Charakter jego architektury można określić jako architekturę typu letniskowego lub typu willi szwajcarskiej. Jest to obiekt drewniany, oszalowany, na kamiennej podmurówce, składający się z części ozdobionej dwukondygnacyjną werandą. Dwór otacza dość duży park założony w 1904 roku i przekształcony w latach 1924-25 z kasztanowcową aleją dojazdową, szpalerami i kilkoma okazami starodrzewu (brzozy, sosny wejmutki, akacje, a wśród nich rzadkie na tym terenie iglicznie).